# Amándote (telenovela)
Amándote é uma telenovela argentina produzida e exibida pelo Canal 11 (hoje Telefe) entre 6 de setembro de 1988 e 1989. Protagonizada por Jeannette Rodríguez e Arnaldo André, foi antagonizada por Rodolfo Machado e Lupita Ferrer.

## Elenco
- Jeannette Rodríguez............ Carolina Belloso
- Arnaldo André.................. Martín Arana
- Lupita Ferrer.................. Lisette Mistral
- Rodolfo Machado................ Alonso Arana
- Marina Skell................... Linda Arana
- Gino Renni..................... Paolo Pierroni
- Marilyn Romero................. Lupe Cárdenas
- Jorge Barreiro................. Emilio Soriano
- Constanza Maral................ Alegría Soriano
- María Concepción César......... Michela Alarcón
- Gabriel Corrado................ Sergio Arana
- Ivo Cutzarida.................. César
- Tincho Zabala.................. Román Arana
- Marcela Ruíz................... Victoria 'Vicky' Alarcón
- Marcelo Alfaro................. Jairo Soriano
- Marcelo Dos Santos............. Christian
- Marta Albertini................ Natacha Prado
- Regina Lamm
- Liliana Simoni................. Yanina Soriano
- Boy Olmi....................... Ángel
- Ana María Campoy............... Purísima Arana
- Paola Papini................... Marinés Soriano
- Cecilia Maresca................... Miranda
- Patricia Sarán................. Marisa